# Pozdnjaja vstretja
Pozdnjaja vstretja (russisk: Поздняя встреча) er en sovjetisk spillefilm fra 1979 af Vladimir Sjredel.

## Medvirkende
- Aleksej Batalov som Sergej Ivanovitj Gusjjin
- Margarita Volodina som Masja
- Tatjana Dogileva
- Larisa Luppian som Natasja Proskurova
- Mikhail Gluzskij som Pjotr Sviridonskij